# Anh hùng xạ điêu
Anh hùng xạ điêu (giản thể: 射雕英雄传; phồn thể: 射鵰英雄傳; bính âm: shè diāo yīng xióng zhuàn; Hán Việt: Xạ điêu anh hùng truyện) là một trong những tiểu thuyết võ hiệp của Kim Dung được đánh giá cao, được Hương Cảng Thương Báo xuất bản năm 1957. Đây là tiểu thuyết đầu tiên của Xạ Điêu Tam Bộ Khúc. Kim Dung đã chỉnh sửa tất cả các tác phẩm của mình bao gồm tiểu thuyết này vào những năm 1970 và một lần nữa vào những năm 2000.

## Hồi
Anh hùng xạ điêu có tổng cộng 40 hồi. Tựa đề mỗi hồi được viết trong 4 chữ:
1. 風雪驚變 Phong tuyết kinh biến (Tai họa bất ngờ)
2. 江南七怪 Giang Nam thất quái
3. 大漠風沙 Đại mạc phong sa (Gió cát sa mạc)
4. 黑風雙煞 Hắc Phong song sát
5. 彎弓射鵰 Loan cung xạ điêu (Cung loan bắn điêu)
6. 崖頂疑陣 Nhai đỉnh nghi trận (Nghi trận đầu non)
7. 比武招親 Tỷ võ chiêu thân
8. 各顯神通 Các hiển thần thông (Cùng tỏ bản lĩnh)
9. 鐵槍破犁 Thiết thương phá lê (Thương sắt cày hư)
10. 冤家聚頭 Oan gia tụ đầu (Oan gia gặp gỡ)
11. 長春服輸 Trường Xuân phục du (Trường Xuân nhận thua)
12. 亢龍有悔 Kháng long hữu hối
13. 五湖廢人 Ngũ Hồ phế nhân
14. 桃花島主 Đào Hoa đảo chủ
15. 神龍擺尾 Thần long bãi vĩ
16. 九陰真經 Cửu âm chân kinh
17. 雙手互搏 Song thủ hỗ bác
18. 三道試題 Tam đạo thí đề (Ba cái đề thi)
19. 洪濤群鯊 Hồng đào quần sa (Sóng to cá mập)
20. 竄改經文 Thoán cải kinh văn (Lén sửa kinh văn)
21. 千鈞巨岩 Thiên quân cự nham (Đá nặng ngàn cân)
22. 騎鯊遨遊 Kị sa ngao du (Cưỡi cá ngao du)
23. 大鬧禁宮 Đại náo cấm cung
24. 密室療傷 Mật thất liệu thương (Mật thất trị thương)
25. 荒村野店 Hoang thôn dã điếm (Quán nhỏ hoang thôn)
26. 新盟舊約 Tân minh cựu ước (Thề mới hẹn cũ)
27. 軒轅台前 Hiên Viên đài tiền (Trước đài Hiên Viên)
28. 鐵掌峰頂 Thiết Chưởng phong đính (Trên ngọn Thiết Chưởng)
29. 黑沼隱女 Hắc chiểu ẩn nữ (Gái ẩn đầm tối)
30. 一燈大師 Nhất Đăng đại sư
31. 鴛鴦錦帕 Uyên ương cẩm mạt (Khăn gấm uyên ương)
32. 湍江險灘 Thoan giang hiểm than (Sóng to thác hiểm)
33. 來日大難 Lai nhật đại nạn (Nạn lớn ngày sau)
34. 島上巨變 Đảo thượng cự biến (Biến cố trên đảo)
35. 鐵槍廟中 Thiết Thương miếu trung (Trong miếu Thiết Thương)
36. 大軍西征 Đại quân tây chinh
37. 從天而降 Tòng thiên nhi giáng (Trên trời rơi xuống)
38. 錦囊密令 Cẩm nang mật lệnh (Mật lệnh cẩm nang)
39. 是非善惡 Thị phi thiện ác
40. 華山論劍 Hoa Sơn luận kiếm

## Cốt truyện
| Kim Dung            | Kim Dung |
| ------------------- | -------- |
| Tiểu thuyết         |          |
| 飛 Phi              | 笑 Tiếu  |
| 雪 Tuyết            | 書 Thư   |
| 連 Liên             | 神 Thần  |
| 天 Thiên            | 俠 Hiệp  |
| 射 Xạ               | 倚 Ỷ     |
| 白 Bạch             | 碧 Bích  |
| 鹿 Lộc              | 鴛 Uyên  |
| Truyện ngắn         |          |
| 越女劍 Việt nữ kiếm |          |

Truyện xảy ra vào thời nhà Tống (960-1279) khi người người Nữ Chân bắt đầu tấn công bắc Trung Quốc. Phần đầu của tiểu thuyết xoay quanh tình bạn giữa Dương Thiết Tâm và Quách Khiếu Thiên, hai vị  hiệp sĩ đã anh dũng chiến đấu chống lại sự tàn bạo của quân Kim. Mối quan hệ của hai gia đình khăng khít đến nỗi họ thề ước là khi con họ lớn lên, chúng sẽ kết nghĩa huynh đệ, kết thành tỷ muội hoặc kết thành phu thê.

Phần hai của câu chuyện tập trung vào những gian nan đau khổ mà cả hai phải trải qua. Quách Tĩnh, con của Quách Khiếu Thiên lớn lên ở Mông Cổ, dưới sự bảo vệ của Thành Cát Tư Hãn. Dương Khang mặt khác lớn lên là hoàng thân của nhà Kim.

### Nguyện ước của hai họ Dương - Quách
Dương Thiết Tâm đang sống êm đềm với vợ hiền là Bao Tích Nhược, kết nghĩa cùng đôi vợ chồng Quách Khiếu Thiên với Lý Bình. Cả 2 sống ở thôn Ngưu Gia phủ Lâm An, có quen biết với chủ quán là một người què nhưng có khinh công rất tuyệt. Một hôm, họ tình cờ gặp được đạo sĩ Toàn Chân phái là Khưu Xứ Cơ. Khưu vừa xách thủ cấp tên gian thần Vương Đạo Càn nên bị quan quân triều đình truy đuổi ráo riết. Khưu Xứ Cơ đến nhà của Quách Dương, đánh tan truy binh, khiến Quách Khiếu Thiên và Dương Thiết Tâm vô cùng khâm phục. Khưu Xứ Cơ đã đề nghị đặt tên cho hai đứa con của họ khi ấy còn trong bụng mẹ, con của Quách Khiếu Thiên đặt tên là Quách Tĩnh, con của Dương Thiết Tâm đặt tên là Dương Khang. Tĩnh Khang là niên hiệu của vua Tống Khâm Tông, cùng với vua Tống Huy Tông đã bị lính Kim bắt đi, kết thúc triều đại Bắc Tống.
Khưu Xứ Cơ muốn những đứa trẻ nhớ nỗi nhục quốc này và mong chúng sẽ khôi phục vinh quang và đánh bại giặc Kim khi lớn lên. Những cái tên đó tượng trưng cho lòng yêu nước của Tĩnh và Khang. Hai nhà nguyện ước với nhau, khi con của hai người lớn lên, nếu đều là con trai thì cho kết làm huynh đệ, nếu đều là con gái thì cho kết làm tỉ muội, nếu là một trai một gái thì cho kết làm vợ chồng. Tín vật 2 nhà là 2 con dao khắc 2 chữ Tĩnh - Khang.

### Tai họa chia ly
Trong số quan quân truy đuổi Khưu Xứ Cơ có Hoàn Nhan Hồng Liệt, lục vương tử của nhà Kim. Hoàn Nhan Hồng Liệt bị trúng một mũi tên của Khưu Xứ Cơ, tình cờ gặp vợ của Dương Thiết Tâm là Bao Tích Nhược. Với bản tính nhân hậu (nàng nuôi rất nhiều con vật bị thương sau nhà và thả chúng đi khi chúng lành lặn) nàng cứu chữa cho hắn. Say đắm trước vẻ đẹp mặn mà nhất là nữ tình hiền từ, dịu dàng và nhân hậu của Bao Tích Nhược, Hoàn Nhan Hồng Liệt đã đem vàng bạc đút lót cho Đoàn Thiên Đức, bảo y mang quân tới đánh thôn Ngưu Gia, sát hại hai gia đình Quách-Dương. Quách Khiếu Thiên bị quân Kim giết chết, còn Dương Thiết Tâm bị thương nặng và thất lạc vợ con.
Bao Tích Nhược bị lừa dối là chồng nàng đã chết, được Hoàn Nhan Hồng Liệt cứu rồi đưa về kinh đô nhà Kim. Để giữ đứa trẻ đang mang trong bụng (tức Dương Khang) sắp sinh nở, nàng đồng ý cưới hắn nhưng không sống trong cung mà sống một mình trong túp lều nhỏ được dựng lên y như thuở còn tại thôn trang. Dương Khang lớn lên trong cung và được Hoàn Nhan Hồng Liệt thương yêu như con ruột của mình.

### Ước hẹn tỷ võ
Khưu Xứ Cơ được tin hai nhà Quách-Dương bị hại, vô cùng căm phẫn, quyết định truy tìm Đoàn Thiên Đức để trả thù cho hai người bạn tri giao. Trong khi đó, sau cái chết của chồng, Lý Bình bị Đoàn Thiên Đức bắt giữ. Khưu Xứ Cơ truy đuổi đến chùa Vân Thê của Tiêu Mộc thiền sư, thấy Lý Bình trong chùa, tưởng là Tiêu Mộc giấu người nên đã giao đấu một trận kịch liệt với nhóm bạn 7 người của Tiêu Mộc gọi là Giang Nam thất quái, Tiêu Mộc cuối cùng bị trọng thương và tự sát để hai bên Khưu và phe Giang Nam thất quái khỏi cuộc ẩu đả đẫm máu.
Khưu Xứ Cơ sau khi biết được đầu đuôi câu chuyện đã vô cùng hối hận vì đã bức tử Tiêu Mộc, Giang Nam thất quái cũng rất ân hận. Chưa hết thỏa mãn lòng háo thắng Khưu Xứ Cơ cùng Giang Nam thất quái đánh cuộc với nhau. Khưu Xứ Cơ sẽ đi tìm mẹ con Bao Tích Nhược còn Giang Nam thất quái đi tìm mẹ con Lý Bình, hai bên sẽ nhận Dương Khang và Quách Tĩnh làm đồ đệ, truyền thụ võ công và để cho chúng tỉ thí khi 18 tuổi tại lầu Túy Tiên, phủ Gia Hưng.
Sau cùng Lý Bình được mục dân Mông Cổ cứu và đưa về đất Mông Cổ. Quách Tĩnh đã được sinh ra và nuôi dưỡng trong đại mạc Mông Cổ.

### Anh em kết nghĩa
Khi còn là cậu bé lớn lên trên thảo nguyên Mông Cổ, Quách Tĩnh đã cứu Triết Biệt, một bại tướng giỏi của Thành Cát Tư Hãn. Sự việc này dẫn tới sự dạy dỗ về sau của Triết Biệt cho Quách Tĩnh và sự thân thiết của Quách Tĩnh với các con của Hãn. Thuở nhỏ, Quách Tĩnh kết bạn với 2 anh em Đà Lôi và Hoa Tranh. Giang Nam thất quái sau sáu năm tìm kiếm cũng gặp được mẹ con Quách Tĩnh trên sa mạc.
Đêm hôm đó, trong một hang núi, Mai Siêu Phong "Thiết Thi", bị Giang Nam thất quái phát hiện luyện tập Cửu âm bạch cốt trảo. Trước đó thị đã tung ám khí làm mù Kha Trấn Ác và giết chết anh trai của ông này. Khi Giang Nam thất quái đánh với Mai Siêu Phong, thị đã gọi chồng là Trần Huyền Phong "Đồng Thi" tới hỗ trợ. Trần Huyền Phong tung chiêu Tồi tâm chưởng về phía Trương A Sinh của Giang Nam thất quái, khiến Trương A Sinh bị trọng thương mà chết. Trần Huyền Phong đã tóm Quách Tĩnh để đe dọa Giang Nam thất quái nhưng không ngờ Quách Tĩnh rút dao găm có khắc tên Dương Khang, đâm chết.
Quách Tĩnh trở thành đồ đệ của Giang Nam thất quái, được Giang Nam thất quái thay mặt vai trò làm cha, dạy dỗ mọi thứ. Tuy nhiên, do Quách Tĩnh bẩm sinh chất phát, chậm chạp, và không lanh lẹ nên không thể tiến bộ. Thật ra tầm mức võ công của Giang Nam Thất Quái, so với giới cao thủ võ lâm (những nhân vật mạnh nhất và đệ tử của họ) chỉ là những món công phu thuộc loại xoàng (móc túi, đầu độc, kiếm pháp, nội công, kình lực, kỵ pháp), cho nên suốt 10 năm tập luyện võ công của Quách Tĩnh dậm chân tại chỗ. Một hôm nọ tình cờ một con chim ưng làm rơi tổ bên vách núi, Quách Tình trèo lên và tình cờ gặp được cao thủ Mã Ngọc của phái Toàn Chân. Mã Ngọc truyền cho phép nội công của phái Toàn Chân trong hai năm nên nội công của Tĩnh tiến bộ dần.

 
Sau vài năm tìm kiếm cuối cùng Khưu Xứ Cơ cũng lùng ra được Dương Khang và được Hoàn Nhan Hồng Liệt cho phép truyền võ công. Dương Khang, ngược lại, lớn lên trong cuộc sống xa hoa, sung sướng trong hoàng cung nhà Kim. Dưỡng phụ mà hắn gọi là phụ hoàng, Hoàn Nhan Hồng Liệt vì yêu Bao Tích Nhược nên rất nuông chiều nàng. Bên cạnh đó Dương Khang cũng bí mật có thêm một sư phụ nữa là Mai Siêu Phong. Bà đã truyền 2 môn Cửu Âm Bạch Cốt Trào và Tối Tâm Chưởng cho Dương Khang, nên gã có 2 ngón đòn rất hiểm độc để phòng thân.
Mặc dù Khưu Xứ Cơ là một người yêu nước, việc ông dạy dỗ Dương Khang đã bị chi phối bởi lòng ganh đua hiếu thắng. Khang có trình độ võ thuật hơn người nhưng là một kẻ xảo quyệt y như dưỡng phụ Hoàn Nhan Hồng Liệt, thêm vào đó là lòng ham muốn vinh hoa phú quý khiến cho Dương Khang trở thành một trong những nhân vật thủ đoạn và nham hiểm nhất trong những nhân vật phản diện của Xạ Điêu Tam Bộ Khúc.
 
Mai Siêu Phong bị mù trong trận chiến, đã quyết tâm trả thù, nhưng thị đã nhầm Quách Tĩnh với Dương Khang. Thị lưu lạc tới Triệu vương phủ và trở thành sư phụ thứ hai của Dương Khang. Khưu Xứ Cơ và Hoàn Nhan Hồng Liệt cũng không biết điều này. Sau đó Mai Siêu Phong quay trở lại Mông Cổ trả thù, Mã Ngọc đã liên kết với nhóm 6 người còn lại của phe Giang Nam giả làm Toàn Chân thất tử khiến cho Mai Siêu Phong sợ hãi bỏ đi.
Trong lúc đó, cuộc tranh giành thế lực giữa các Hãn Mông Cổ diễn ra với việc Thiết Mộc Chân tiêu diệt được Vương Hãn và Trát Mộc Hợp, được các bộ tộc Mông Cổ suy tôn làm Thành Cát Tư Hãn. Quách Tĩnh vì lập được nhiều chiến công nên được Thành Cát Tư Hãn gả con gái là Hoa Tranh và phong làm Kim đao phò mã. Quách Tĩnh vâng lệnh đại hãn xuống phương Nam thăm dò tin tức Hoàn Nhan Hồng Liệt, Giang Nam lục quái cũng đi theo Quách Tĩnh để chuẩn bị cho kỳ tỷ võ ở Gia Hưng với đồ đệ của Khưu Xứ Cơ là Dương Khang.
 
Khi đến Trương Gia Khẩu, Quách Tĩnh đã tình cờ gặp được Hoàng Dung, con gái của Đông Tà Hoàng Dược Sư. Hoàng Dung vì cha trách mắng nên đã trốn khỏi Đào Hoa đảo và cải trang thành ăn mày. Hai người vừa gặp nhau đã kết thành tri kỷ. Hoàng Dung thích Quách Tĩnh vì tính tình ngây ngô của chàng và nhất là mối chân tình dành cho Hoàng Dung. Ngược lại, Quách Tĩnh thích Hoàng Dung vì Hoàng Dung tuy rất hồn nhiên nhưng cũng rất thông minh, mẫn tiệp, và nhìn thấy những thủ đoạn của kẻ khác mà chàng không nhìn thấy. Sự kết hợp của Quách Tĩnh và Hoàng Dung với tính tình trái ngược nhau, nhưng bổ sung cho nhau, đã trở thành một đôi anh hùng nữ kiệt lý tưởng.

### Kén chồng
Dương Thiết Tâm thực ra vẫn còn sống sót sau cuộc tàn sát của Hoàn Nhan Hồng Liệt và giả danh là gánh sơn đông mài võ dưới cái tên Mục Dịch. Ông nhận nuôi 1 cô bé mồ côi, đặt tên là Mục Niệm Từ cùng đi theo ông. Chính tại đất kinh thành nhà Kim mà ông gặp lại vợ cũ và con trai (mặc dù họ không biết). Dương Khang lúc đó được gọi là Hoàn Nhan Khang.
Mục Dịch muốn gả con cho bất cứ ai đánh thắng con gái ông. Dương Khang tới tham dự và đã đánh bại Mục Niệm Từ nhưng từ chối cưới nàng, chỉ lấy đi một chiếc giày như là món thưởng. Quách Tĩnh chứng kiến sự việc đã ra tay lấy lại chiếc giày và danh dự của Mục Niệm Từ. Mục Niệm Từ từ đó đã yêu Dương Khang.
Kết quả là một trận ẩu đả, nhưng Quách Tĩnh không đánh lại Khang. Trận đánh chỉ kết thúc khi mẹ Dương Khang tới và Dương Khang vẫn lì lợm từ chối trả giày. Mục Dịch lập tức nhận ra mẹ của Dương Khang chính là người vợ xưa của ông. Đúng lúc đó Vương Xứ Nhất của phái Toàn Chân xuất hiện và cứu Quách Tĩnh ra khỏi vòng chiến.
Quách Tĩnh và Vương Xứ Nhất nhận lời mời của Dương Khang tới Triệu vương phủ phó yến. Hai người bị nhiều cao thủ trong Triệu vương phủ như Sa Thông Thiên, Hầu Thông Hải, Bành Liên Hổ, Linh Trí thượng nhân... bao vây và tấn công. Mặc dù đánh lui các cao thủ, Vương Xứ Nhất bị trúng độc trọng thương, Quách Tĩnh cõng Vương Xứ Nhất chạy thoát khỏi Triệu vương phủ. Do Vương Xứ Nhất bị trúng độc nên Quách Tĩnh và Hoàng Dung phải lẻn vào Triệu vương phủ ăn trộm thuốc nhưng không thành công. Quách Tĩnh bị rắn độc của Lương Tử Ông tấn công, trong lúc cấp bách Quách Tĩnh đã hút hết máu rắn nhờ đó công lực tăng lên đáng kể. Sau đó Quách Tĩnh bị Lương Tử Ông truy sát nên phải chạy vào một hang đất và gặp được Mai Siêu Phong. Hoàng Dung bịa chuyện cha nàng đã tới để khích Mai Siêu Phong đấu với các cao thủ trong Triệu vương phủ, còn nàng và Quách Tĩnh có thể thừa cơ chạy trốn. Đúng lúc đó Giang Nam thất quái xuất hiện và cứu Quách Tĩnh chạy thoát.
Trong khi đó, Dương Khang bỏ tù Mục Niệm Từ để tạo điều kiện trị bệnh cho Mục Dịch, vì ông đã bị Dương Khang vô tình đả thương. Bao Tích Nhược tới phóng thích họ và sau đó Mục Dịch đã tới thăm để bộc lộ chân tướng. Dương Khang chạy vào trong và Bao Tích Nhược đã nói rằng Dương Thiết Tâm mới chính là cha đẻ nhưng gã một mực không tin vào điều đó.
Hoàn Nhan Hồng Liệt phát hiện cuộc gặp mặt này và Bao Tích Nhược định chạy thoát cùng người chồng cũ và đã bị quân lính truy đuổi. Hắn quỳ xuống muốn nàng ở lại nhưng nàng đã từ chối. Nàng muốn Dương Khang lúc đấy đã chấp nhận cha thật và đang yêu Mục Niệm Từ đi theo, nhưng Dương Khang đã ở lại với cha dượng, Dương Thiết Tâm và Bao Tích Nhược đã tự sát.
Sau cái chết của cha mẹ Dương Khang, vì tức giận trước việc Dương Khang không chịu nhận cha ruột và nhận Hoàn Nhan Hồng Liệt làm cha, nên Khưu Xứ Cơ đành nhận thua trước Giang Nam thất quái. Khưu Xứ Cơ muốn Quách Tĩnh lấy Mục Niệm Từ theo di nguyện của Dương Thiết Tâm trước khi chết, còn Giang Nam thất quái thì muốn Quách Tĩnh cưới Hoa Tranh theo hôn ước đã định với Thành Cát Tư Hãn. Nhưng trong lòng Quách Tĩnh đã có Hoàng Dung. Nhóm Giang Nam  rất tức giận trước việc Quách Tĩnh muốn lấy Hoàng Dung do cha nàng, Hoàng Dược Sư, là sư phụ của Hắc Phong song sát, kẻ thù của nhóm Giang Nam . Đúng lúc đó Hoàng Dung xuất hiện đưa Quách Tĩnh đi, hai người cùng nhau chu du thiên hạ.
Sau cuộc tỷ võ chiêu thân ở Bắc Kinh, Mục Niệm Từ đã yêu Dương Khang và muốn lấy Dương Khang làm chồng; nhưng Hoàng Dung lại tưởng nàng muốn lấy Quách Tĩnh nên đã bắt Mục Niệm Từ thề là không được lấy Quách Tĩnh. Dương Khang lúc đầu không muốn cưới Mục Niệm Từ nhưng sau đó thấy được chân tình của nàng đối với mình thì hết sức cảm động, và hứa sẽ lấy nàng làm vợ.

### Đi theo Hoàng Dung
Trên đường du lãm giang hồ, Quách Tĩnh và Hoàng Dung đã gặp được Bắc Cái Hồng Thất Công. Hoàng Dung nấu rất nhiều món ăn ngon cho Hồng Thất Công, đổi lại Hồng Thất Công dạy Giáng long thập bát chưởng cho Quách Tĩnh và dạy quyền pháp Tiêu dao du cho Hoàng Dung, nhưng ông không cho phép Quách Tĩnh gọi ông là sư phụ. Hoàng Dung còn được Hồng Thất Công truyền thụ thủ pháp Mãn thiên hoa vũ để đối phó với đàn độc xà của Âu Dương Khắc, cháu của Tây Độc Âu Dương Phong.
Quách Tĩnh cùng Hoàng Dung đi dạo chơi Thái Hồ, hai người đến Quy Vân trang của Lục Thừa Phong và được đón tiếp trọng hậu. Lục Thừa Phong là thủ lĩnh quần hùng ở Thái Hồ, một hôm đoàn Khâm sứ nước Kim do Dương Khang và Âu Dương Khắc chỉ huy đi qua đây, Dương Khang đã bị bắt sống. Mục Niệm Từ tìm đến muốn cứu Dương Khang, Dương Khang nhờ nàng đi báo tin cho sư phụ là Mai Siêu Phong biết. Sau đó Cừu Thiên Nhận (thực chất là Cừu Thiên Trượng giả dạng), nhóm Giang Nam  và Mai Siêu Phong lần lượt đến Quy Vân trang. Mai Siêu Phong vì muốn trả thù cho chồng (Trần Huyền Phong) nên đã đánh nhau với Quách Tĩnh và nhóm Giang Nam.
Hoàng Dược Sư trên đường tìm kiếm con gái sau đó cũng đến Quy Vân trang, ông gặp lại các đệ tử năm xưa. Hoàng Dược Sư không còn giận nữa mà truyền cho Lục Thừa Phong cách chữa chân và cho phép truyền dạy võ công phái Đào Hoa cho con trai. Riêng với Mai Siêu Phong, Hoàng Dược Sư tạm thời tha tội để làm ba việc: một là tìm những sư huynh đệ Khúc Linh Phong, Vũ Thiên Phong, Phùng Mặc Phong về Quy Vân trang để Lục Thừa Phong truyền lại cách chữa chân. Hai là tìm lại Cửu âm chân kinh không hiểu vì sao thất lạc (lúc này Mai Siêu Phong nghi do Chu Thông lấy, sau này Chu Thông giao miếng da có ghi chép Cửu âm chân kinh lại cho Quách Tĩnh. Sau này Quách Tĩnh lên Đào Hoa đảo và được Chu Bá Thông chỉ dạy toàn bộ võ công này) và giết hết những người từng đọc. Ba là tự phế võ công. Hoàng Dược Sư muốn giết Quách Tĩnh để trả thù cho Trần Huyền Phong, Quách Tĩnh hẹn với Hoàng Dược Sư sau một tháng sẽ đến Đào Hoa đảo chịu tội.
Đoàn Thiên Đức bị quần hùng Thái Hồ bắt được, trước khi phóng thích, Quách Tĩnh đã truy tố tội trạng của hắn để báo thù cho Dương Thiết Tâm và Quách Khiếu Thiên. Tuy nhiên, chưa kịp làm gì thì hắn bị Dương Khang giết. Quách Tĩnh và Dương Khang kết nghĩa làm anh em, cùng nhau lên phía Bắc mưu giết Hoàn Nhan Hồng Liệt. Trên đường đi, Quách Tĩnh gặp lại Hoàng Dung, hai người cùng với Lê Sinh, Dư Triệu Hưng và Hồng Thất Công cứu thoát Trình Dao Gia khỏi tay Âu Dương Khắc. Hồng Thất Công chính thức nhận Quách Tĩnh làm đệ tử và truyền thụ toàn bộ Giáng long thập bát chưởng cho Quách Tĩnh.
Lúc này Thành Cát Tư Hãn mang quân tấn công nước Kim, phái Đà Lôi làm sứ giả sang kết minh với Nam Tống để cùng nhau đánh Kim. Dương Khang tuy biết được thân thế của mình nhưng do quá ham phú quý nên đã không chịu giết Hoàn Nhan Hồng Liệt để trả thù cho Dương Thiết Tâm mà ngược lại vẫn tiếp tục nhận Hoàn Nhan Hồng Liệt làm cha, bảo vệ y khỏi sự truy sát của Quách Tĩnh và Hoàng Dung. Điều này khiến Mục Niệm Từ vô cùng đau lòng vì cảm thấy đã đặt tình yêu nhầm chỗ.

### TrênĐào Hoa đảo
Đến kỳ hẹn với Hoàng Dược Sư, Quách Tĩnh cùng Hoàng Dung đến Đào Hoa đảo. Trên đảo, Quách Tĩnh đã gặp được Lão Ngoan đồng Chu Bá Thông, lúc này đang bị Hoàng Dược Sư giam cầm ở đây để đòi Chu Bá Thông giao lại Cửu Âm Chân Kinh.
Khi xưa, vâng lệnh đại ca Vương Trùng Dương, Chu Bá Thông mang Cửu Âm Chân Kinh đi giấu. Giữa đường gặp vợ chồng Hoàng Dược Sư và Phùng Hành. Chu Bá Thông bị vợ chồng Hoàng Dược Sư lừa sao chép Cửu Âm Chân Kinh. Sau này, Hắc Phong Song Sát đã lấy trộm quyện hạ Cửu Âm Chân Kinh của sư phụ và trốn đi, Phùng Thị chết vì cố nhớ lại Cửu Âm Chân Kinh để chép ra cho chồng, cộng thêm sinh nở khó khăn. Khi biết sự thật, Chu Bá Thông tìm tới đảo Đào Hoa thì bị Hoàng Dược Sư giam cầm, yêu cầu giao ra Cửu Âm Chân Kinh để tế người vợ đã mất của mình. Chu Bá Thông thông hiểu Cửu Âm Chân Kinh, nhưng không tập vì khi xưa đại ca của mình dặn không được tập, bộ võ công này chỉ mang họa cho thiên hạ. Tuy nhiên bản tính say mê võ học, Chu Bá Thông không kiềm chế nổi, đã tập luyện.

Chu Bá Thông kết nghĩa anh em với Quách Tĩnh, truyền thụ cho Quách Tĩnh 72 lộ Không minh quyền, thuật Song thủ hỗ bác và võ học tối thượng Cửu âm chân kinh. Chu Bá Thông nói dối rằng đây là Bất Thông chân kinh để Quách Tĩnh chịu học thuộc lòng.
Lúc này Âu Dương Phong tới Đào Hoa đảo để cầu hôn Hoàng Dung cho con y là Âu Dương Khắc. Hồng Thất Công cũng đến Đào Hoa đảo để cầu hôn Hoàng Dung cho Quách Tĩnh. Hoàng Dược Sư ra ba đề thi cho Quách Tĩnh và Âu Dương Khắc, ai thắng thì ông sẽ nhận người ấy làm con rể. Phần thi chiêu thức võ và trí nhớ Quách Tĩnh thắng, bởi thứ mà Hoàng Dược Sư bắt đọc một lần và nhớ lại chính là Cửu Âm Chân Kinh quyển hạ, thi âm luật thì Âu Dương Khắc thắng. Cuối cùng Quách Tĩnh thắng cuộc, nhưng sau khi Hoàng Dược Sư biết được Quách Tĩnh đã học được công phu tối thượng Cửu âm chân kinh (khi gặp mặt mọi người Chu Bá Thông đã không giải thích rõ ràng để Hoàng Dược Sư hiểu lầm) đã vô cùng tức giận và đuổi Quách Tĩnh đi.
 
Hoàng Dược Sư tận mắt thấy Chu Bá Thông đã xé hoàn toàn Cửu Âm Chân Kinh, lao vào tấn công. Chu Bá Thông trước đó tự trói tay mình lại vì sợ hễ đánh nhau là sẽ dùng đến Cửu Âm Chân Kinh, giao chiêu với Hoàng Dược Sư, Chu Bá Thông thua. Hoàng Dược Sư cũng đồng ý cho Chu Bá Thông được rời khỏi đảo, vì lúc này Cửu Âm Chân Kinh không còn nữa. Quách Tĩnh, Hồng Thất Công và Chu Bá Thông đi chung một thuyền, chú cháu Âu Dương Phong lên một thuyền, cùng nhau rời khỏi Đào Hoa đảo.
Với bản tính trẻ con, Chu Bá Thông lại lén lấy cặp con tàu đẹp của riêng Hoàng Dược Sư thay vì chiếc thuyền ông chuẩn bị sẵn cho họ. Không may chiếc thuyền mà Quách Tĩnh, Hồng Thất Công và Chu Bá Thông gặp sóng lớn đã vỡ tan tành.

### Sóng gió giang hồ
Ba người phải vật lộn với sóng gió đồng thời phải chống chọi với lũ cá mập hung dữ trên biển cả mênh mông. Sau đó ba người được thuyền của Âu Dương Phong cứu thoát. Âu Dương Phong và Chu Bá Thông đánh cược. Do tưởng mình thua và Chu Bá Thông không muốn thực hiện yêu cầu của Âu Dương Phong nên y đã nhảy xuống biển theo lời đánh cược. Hồng Thất Công nghĩ ra kế, bảo Quách Tĩnh viết kinh văn chỗ thật chỗ giả đưa cho Âu Dương Phong. Đúng lúc đó Hoàng Dung bơi thuyền tới cứu thầy trò Quách Tĩnh, hai bên giao đấu kịch liệt, cuối cùng chiếc thuyền vỡ tan, Hồng Thất Công bị Âu Dương Phong lén thả rắn cắn trọng thương, mọi người trôi dạt vào một hòn đảo hoang.
Trên đảo, Hồng Thất Công tự biết mình bị trọng thương khó qua khỏi nên đã truyền lại chức bang chủ Cái Bang và Đả cẩu bổng pháp cho Hoàng Dung. Vốn rất ghét Âu Dương Khắc, Hoàng Dung nghĩ ra kế lăn đá đè gãy chân của Âu Dương Khắc. Quách Tĩnh và Hoàng Dung dồn sức đấu trí đấu lực với Âu Dương Phong, cuối cùng cả hai bên đều sống sót rời khỏi đảo. Âu Dương Phong và Âu Dương Khắc được thuyền của Hoàn Nhan Hồng Liệt cứu (Lúc này Hoàn Nhan Hồng Liệt cùng các cao thủ võ lâm đang bàn mưu đột nhập vào hoàng cung của triều Tống ở Lâm An để ăn cắp bộ Vũ Mục di thư của Nhạc Phi nên cần Âu Dương Phong giúp sức). Quách Tĩnh, Hoàng Dung cùng Hồng Thất Công lênh đênh trên biển thì gặp thuyền của Hoàn Nhan Hồng Liệt. Âu Dương Phong muốn bắt Quách Tĩnh phải chỉ yếu quyết trong Cửu âm chân kinh để trị thương cho Âu Dương Khắc. Họ gặp lại Chu Bá Thông đang cưỡi cá mập ngao du trên biển cả đến giải vây. Như vậy vụ cá cược trước đó Chu Bá Thông đã thắng, Âu Dương Phong đồng ý thả bọn họ đi. Còn Hoàng Dược Sư trên đường tìm con gái cũng gặp thuyền của Hoàn Nhan Hồng Liệt, nhưng chậm chân, bị Linh Trí thượng nhân lừa bịp, tưởng rằng Hoàng Dung đã chết trên biển nên rắp tâm tìm giết Giang Nam thất quái để trả thù.
Lục Quán Anh, con trai của Lục Thừa Phong, được cha gửi gắm đi dàn xếp chuyện bất hòa giữa Hoàng Dược Sư và Quách Tĩnh (vì năm xưa chính Quách Tĩnh đã đâm Trần Huyền Phong). Anh đến Ngưu Gia thôn tìm tung tích Quách Tĩnh, . Tại đây Lục Quán Anh nhưng chỉ gặp được hai người phái Toàn Chân là Trình Dao Gia và sư phụ Tôn Bất Nhị. Hoàng Dược Sư trên đường truy tìm Quách Tĩnh và Giang Nam thất quái, trong lúc ghé vào Khúc Tam Tửu quán cũ kĩ, đã gặp Khúc Cô (cô ngốc). Ông biết cô là con gái của đồ đệ Khúc Linh Phong nên đã nhận nuôi cô. Ông cũng tình cờ gặp được Lục Quán Anh và Trình Dao Gia rồi tác hợp cho hai người kết duyên.
Bản thân Hoàng Dược Sư ân hận chuyện năm xưa đã không sớm tác thành cho 2 đồ đệ Trần - Mai, gián tiếp dẫn đến việc họ bỏ trốn và chết thảm trong chốn giang hồ. Ông cũng biết tiểu đồ đệ Lục Quán Anh non trẻ và quý tiểu thư Trình Dao Gia yêu nhau, nhưng Trình Giao Gia bị sư phụ là Tôn Bất Nhị coi thường, cho rằng họ Lục là phường thảo khấu. Sẵn không ưa nhóm đạo sĩ Toàn Chân, ông đã đứng ra mai mối Lục Quán Anh và Trình Dao Gia.
Quách Tĩnh, Hoàng Dung cùng Hồng Thất Công và Chu Bá Thông đến Lâm An. Quách Tĩnh hướng dẫn cho Hồng Thất Công nhiều bài của Cửu Âm Chân Kinh để ông tự trị thương, sau đó ông rủ Chu Bá Thông ban đêm lẻn vào hoàng cung để trộm yến tiệc, bồi bổ sức khỏe. Quách Tĩnh và Hoàng Dung cũng đi cùng vào hoàng cung, ngăn cản không cho phe Hoàn Nhan Hồng Liệt và Âu Dương Phong lấy trộm Vũ Mục di thư của Nhạc Phi. Trong hoàng cung, Quách Tĩnh đánh trả Âu Dương Phong và bị Dương Khang đâm trọng thương, Hoàng Dung phải cõng Quách Tĩnh về mật thất trong quán rượu Khúc Tam Tửu Quán ở Ngưu Gia thôn dưỡng thương. Phe Hoàn Nhan Hồng Liệt tìm mãi nhưng cuối cùng vẫn không lấy được Vũ Mục di thư của Nhạc Phi.
 
Mục Niệm Từ vì tận mắt chứng kiến Dương Khang đâm lén Quách Tĩnh, theo gót người Kim, nên vô cùng chán nản và đã tự vẫn nhưng được cứu sống. Dương Khang về Ngưu Gia thôn tìm cô. Tại đây Dương Khang gặp lại Mục Niệm Từ và Toàn Chân thất tử. Dương Khang phao tin Quách Tĩnh bị Hoàng Dược Sư giết chết, Cừu Thiên Nhận (thực chất là Cừu Thiên Trượng) lại nói dối rằng Chu Bá Thông cũng bị Hoàng Dược Sư giết chết để Toàn Chân thất tử tìm Hoàng Dược Sư trả thù. Toàn Chân thất tử tưởng Chu Bá Thông và Quách Tĩnh chết thật liền bày Thiên cang Bắc đẩu trận đánh nhau với Mai Siêu Phong và Hoàng Dược Sư. Âu Dương Phong xuất hiện đánh lén cả hai bên. Trong lúc ẩu đả quyết liệt, Đàm Xứ Đoan bị Âu Dương Phong đánh trọng thương và chết, Mai Siêu Phong vì cứu sư phụ nên cũng bị trúng chưởng của Âu Dương Phong. Trước khi chết, bà được Hoàng Dược Sư bỏ qua tội lỗi, nhận lại sư môn. Toàn Chân Thất tử bị mất một người, trận pháp xem như bị vỡ nên đã bỏ đi.
Âu Dương Khắc lừa Lục Quán Anh và Trình Dao Gia cứu mình rồi muốn sàm sỡ Trình Dao Gia. Đúng lúc ấy, cô ngốc xuất hiện làm lộ mật thất mà Quách Tĩnh, Hoàng Dung đang trị thương. Hoàng Dung đánh lui được Âu Dương Khắc nhưng làm rớt Đả cẩu bổng ra ngoài. Dương Khang vì muốn Âu Dương Phong nhận mình làm đệ tử nên đã sát hại Âu Dương Khắc rồi đổ lỗi cho Quách Tĩnh và vô tình nhặt được Đả cẩu bổng.
Tại Ngưu Gia thôn, Hoàng Dược Sư định giết Giang Nam thất quái trả thù cho con gái cũng như hỏi tung tích Quách Tĩnh. Trong tình thế nguy cấp, Quách Tĩnh tuy đang trị thương cũng phải từ mật thất lao ra ngăn cản. Hoàng Dược Sư rất vui mừng vì thấy con gái không bị chết. Ông trị thương cho Quách Tĩnh, cũng như kết thông gia với Giang Nam thất quái đồng ý hôn sự của Quách Tĩnh và Hoàng Dung.
Quách Tĩnh, Hoàng Dung cùng Hoàng Dược Sư đuổi đánh một kẻ mạo danh Cừu Thiên Nhận (thực chất là Cừu Thiên Trượng), giải cứu cho bốn người Đà Lôi, Hoa Tranh, Triết Biệt và Bác Nhĩ Truật. Hoàng Dược Sư sau khi biết được chuyện hôn ước giữa Quách Tĩnh với Hoa Tranh đã vô cùng nổi giận, muốn giết Hoa Tranh, nhưng vì Hoàng Dung đã thương yêu Quách Tĩnh thật lòng nên đã ngăn cản không cho cha mình làm việc đó. Quách Tĩnh tuy thật lòng yêu Hoàng Dung nhưng vì tín nghĩa quyết không thể bỏ, nên quyết định kết hôn với Hoa Tranh chứ không thể lấy Hoàng Dung. Hoàng Dược Sư tức giận bỏ đi
Quách Tĩnh và Hoàng Dung tới Nhạc Châu dự đại hội Cái Bang ở núi Quân Sơn trong hồ Động Đình. Tại đây Hoàng Dung đã dùng Đả cẩu bổng pháp đánh bại Dương Khang và bốn vị trưởng lão, đoạt lại Đả Cẩu Bổng và khôi phục địa vị bang chủ Cái Bang. Tuy nhiên, Lê Sinh và Dư Triệu Hưng đã bị Dương Khang hãm hại, hy sinh.
Dương Khang sau khi thất bại tại đại hội Cái Bang tại Quân Sơn liền dắt Mục Niệm Từ chạy theo Cừu Thiên Nhận tới núi Thiết Chưởng. Tại đây Dương Khang đã thành hôn và động phòng với Mục Niệm Từ, tuy nhiên sau đêm tân hôn Mục Niệm Từ vô tình nghe thấy Dương Khang vẫn đang âm mưu bán đứng Đại Tống, cấu kết người Kim và vẫn không chịu hối cải, cô liền chán nản bỏ đi.
Sau đó Quách-Hoàng đến đỉnh núi Thiết Chưởng của Thiết chưởng bang với hy vọng lấy được bộ Vũ Mục di thư của Nhạc Phi ở đây. Do Cừu Thiên Nhận và Cừu Thiên Trượng quá giống nhau, Hoàng Dung không phân biệt được nên đã bị thiết chưởng của Cừu Thiên Nhận đánh trọng thương. Hai người chạy trốn vào cấm địa của Thiết chưởng bang và tìm được Vũ Mục di thư của Nhạc Phi.
Quách Tĩnh cõng Hoàng Dung chạy vào một đầm tối, ở đây hai người gặp được Anh Cô, Lưu quý phi năm xưa của nước Đại Lý. Anh Cô vì muốn trả thù Nhất Đăng đại sư nên chỉ đường cho Quách Hoàng hai người tới chỗ Nhất Đăng đại sư nhờ chữa thương. Đại sư dùng Nhất dương chỉ và Tiên thiên công đả thông kỳ kinh bát mạch cho Hoàng Dung, Anh Cô nhân lúc đại sư bị hao tổn công lực liền tìm lên núi để trả thù. 4 đệ tử Ngư Tiều Canh Độc của Nhất Đăng đại sư ra sức ngăn cản nhưng thất bại. Anh Cô không hạ thủ được do Quách Tĩnh cải trang thành Nhất Đăng đại sư nên cuối cùng đành bỏ đi.
Hoàng Dung được chữa khỏi nội thương, cùng Quách Tĩnh trở lại Ngưu Gia thôn, gặp lại Chu Bá Thông và Hồng Thất Công. Quách Tĩnh và Hoàng Dung truyền lại khẩu quyết trong Cửu âm chân kinh mà sư đệ của Nhất Đăng đại sư dịch ra từ tiếng Phạn cho Hồng Thất Công, để Hồng Thất Công theo đó khôi phục công lực. Sau đó Quách Tĩnh và Hoàng Dung trở về Đào Hoa đảo.
Dương Khang và Âu Dương Phong lên Đào Hoa đảo, cải trang thành Hoàng Dược Sư đồ sát 5 người trong nhóm Giang Nam rồi đổ tội cho Hoàng Dược Sư, chỉ còn Kha Trấn Ác sống sót. Quách Tĩnh thấy tình cảnh năm vị sư phụ chết thảm, vô cùng đau đớn và phẫn hận, tin chắc thủ phạm không ai khác ngoài Hoàng Dược Sư, liền cưỡi thuyền rời đảo đi tìm Hoàng Dược Sư để trả thù. Cũng vì vậy mà tình cảm giữa Quách Tĩnh và Hoàng Dung ngày càng cách xa. Hoàng Dung cảm thấy rất đau lòng và nàng quyết tâm điều tra chân tướng sự thật.
Quách Tĩnh đến lầu Yên Vũ (phủ Gia Hưng), đúng lúc đó Toàn Chân lục tử cùng Kha Trấn Ác bày Thiên cang Bắc đẩu trận vây công Hoàng Dược Sư, Quách Tĩnh thấy vậy cũng xông vào. Quách Tĩnh và Kha Trấn Ác muốn trả thù cho năm người trong Giang Nam thất quái, còn Toàn Chân lục tử là muốn trả thù cho Đàm Xứ Đoan và Chu Bá Thông. Nhưng sau khi biết Chu Bá Thông vẫn còn sống, Đàm Xứ Đoan là do hung thủ Âu Dương Phong giết, Toàn Chân lục tử liền chuyển sang đấu với Âu Dương Phong.

 
Hai bên đánh nhau kịch liệt, sau đó Sa Thông Thiên, Bành Liên Hổ, Cừu Thiên Nhận, Chu Bá Thông... cũng đều tham chiến.
Kha Trấn Ác bại trận trước công phu cực mạnh của Hoàng Dược Sư. Khưu Xứ Cơ gọi thêm một đệ tử của ông là Chí Bình để Toàn Chân có đủ vị trí thất tinh, nhưng Chí Bình cũng bị thương. Quách Tĩnh tham chiến, thế trận của thất tinh Toàn Chân dần trên cơ Hoàng Dược Sư, nhưng Quách Tĩnh chỉ chăm chăm tung chiêu độc thủ để quyết lấy mạng bằng được Hoàng Dược Sư nên thất tinh trận không phát huy được sức mạnh hợp thể của 7 người. Cuối cùng tất cả bị lọt vào xà trận của Âu Dương Phong và Dương Khang bày ra, nên phải bỏ chạy. Quách Tĩnh và Hoàng Dược Sư lạc mất Hoàng Dung.
Hoàng Dung đưa Kha Trấn Ác vào miếu Thiết Thương, tại đây Hoàng Dung đã gặp Âu Dương Phong và Dương Khang. Khi không có Quách Tĩnh ở bên bao che, Hoàng Dung liều lĩnh vạch trần thủ phạm giết chết 5 người của nhóm Giang Nam chính là Âu Dương Phong và Dương Khang, kẻ giết Âu Dương Khắc không ai khác cũng chính là Dương Khang. Kha Trấn Ác biết được sự thật, vô cùng hối hận vì đã nghi oan cho cha con Hoàng Dược Sư. Dương Khang bị Hoàng Dung vạch trần chân tướng, muốn bit đầu mối, giáng một chưởng trúng vai Hoàng Dung, tấm Nhuyễn vị giáp trên người nàng lại dính chất quái xà kịch độc của Âu Dương Phong, kết quả Dương Khang trúng độc, chết thảm trong miếu. Âu Dương Phong bắt ép Hoàng Dung đi theo để giải thích Cửu âm chân kinh cho y.
 

### Gặp lại Hoàng Dung
Quách Tĩnh sau khi biết được sự thật từ Kha Trấn Ác cảm thấy vô cùng hối hận vì đã làm Hoàng Dung đau lòng, chàng đi khắp nơi để tìm nàng nhưng đều không gặp. Sau đó Quách Tĩnh trở lại Mông Cổ, theo Thành Cát Tư Hãn Tây chinh, tấn công Hoa Thích Tử Mô.
Ở Tây Vực, Quách Tĩnh gặp lại Âu Dương Phong, hai bên giao ước với nhau rằng nếu Quách Tĩnh bắt được Âu Dương Phong thì sẽ tha cho y ba lần. Sau đó Quách Tĩnh gặp lại Hoàng Dung, hai người cùng tính kế đối phó với Âu Dương Phong, quả nhiên hai người ba lần bắt được Âu Dương Phong, cả ba lần đều tha cho y thoát. Hoàng Dung dùng kế giúp Quách Tĩnh phá được thành Tán Ma Nhĩ Hãn của Hoa Thích Tử Mô, bắt sống được Hoàn Nhan Hồng Liệt nước Kim.
Quách Tĩnh lập được đại công, Hoàng Dung muốn Quách Tĩnh xin Thành Cát Tư Hãn cho từ hôn với Hoa Tranh. Nhưng khi Quách Tĩnh chứng kiến tình cảnh quân Mông Cổ lấy máu rửa thành (thảm sát dân thường trong thành) liền xin Thành Cát Tư Hãn đừng giết hại bách tính, khiến quan quân Mông Cổ nổi giận đùng đùng. Lúc đó Khưu Xứ Cơ cùng 18 đệ tử phái Toàn Chân cũng đã đến Tây Vực yết kiến Thành Cát Tư Hãn.
Hoàng Dung thấy Quách Tĩnh không chịu xin đại hãn cho từ hôn với Hoa Tranh, tưởng chàng thay lòng đổi dạ liền đau lòng bỏ đi. Quách Tĩnh vô cùng hoảng sợ, vội đuổi theo tìm nàng nhưng đều không gặp, tưởng nàng đã chết trên sa mạc. Quách Tĩnh gặp phải Âu Dương Phong, hai người dọc đường đấu trí đấu lực kịch liệt. Vừa lúc đó Chu Bá Thông truy đuổi Cừu Thiên Nhận tới tận Tây Vực, bốn người đánh nhau trong căn nhà tối om, không ai phân biệt được ai. Cuối cùng Quách Tĩnh cũng đuổi kịp đại quân Mông Cổ khi đó đang kéo về Đông.
Thành Cát Tư Hãn ban mật lệnh cho Quách Tĩnh, sau khi tiêu diệt nước Kim xong phải đánh xuống Lâm An để tiêu diệt nhà Tống, nhưng Quách Tĩnh thà chết chứ không chịu phản bội đất nước. Thành Cát Tư Hãn ra lệnh bức Lý Bình phải khuyên giải Quách Tĩnh nghe theo mật lệnh, Lý Bình liền tự sát để giữ tròn khí tiết. Quách Tĩnh ôm xác mẹ bỏ trốn, sau khi chôn cất cho mẹ xong được Triết Biệt và Đà Lôi tiễn lên đường về Nam.
Trên đường về Quách Tĩnh gặp lại Khưu Xứ Cơ, hai người cùng nhau lên Hoa Sơn tìm Chu Bá Thông. Âu Dương Phong bắt Hoàng Dung lên Hoa Sơn giải thích Cửu âm chân kinh cho y, Quách Tĩnh gặp lại được Hoàng Dung. Ở Hoa Sơn, Lương Tử Ông muốn nhân lúc Quách Tĩnh sơ hở hút máu vì nghĩ rằng máu của con rắn mình nuôi được hoà vào trong máu Quách Tĩnh nhưng bị đẩy xuống vực sâu. Bốn người Sa Thông Thiên, Bành Liên Hổ, Hầu Thông Hải và Linh Trí thượng nhân bị Chu Bá Thông bắt sống, giao cho Khưu Xứ Cơ mang về giam lại tại cung Trùng Dương núi Chung Nam. Cừu Thiên Nhận được Hồng Thất Công điểm hóa rồi theo Nhất Đăng đại sư quy y tam bảo.
Trong lần Hoa Sơn luận kiếm lần thứ hai, Âu Dương Phong do tu tập Cửu âm chân kinh giả của Quách Tĩnh, lại bị Hoàng Dung chỉ dẫn sai đường nên bị tẩu hỏa nhập ma, kinh mạch hỗn loạn, nhưng cũng vì thế mà võ công của y tăng tiến vượt bậc. Y cùng lúc khiến ba bậc thượng thừa võ học Hoàng Dược Sư, Quách Tĩnh và Hồng Thất Công phải hợp lực chống đỡ, tất cả đều nhận thua. Sau đó Âu Dương Phong bị Hoàng Dung làm cho phát điên, thần trí hồ đồ, không nhớ ra được mình là ai, cuối cùng hóa điên bỏ chạy xuống núi. Lần Hoa Sơn luận kiếm này không bầu ra ngũ tuyệt, tuy nhiên tất cả đều ngầm thừa nhận võ công cao nhất đương thời là Âu Dương Phong và Chu Bá Thông.
Quách Tĩnh, Hoàng Dung và Hoàng Dược Sư lên đường về Đào Hoa đảo để hoàn tất hôn sự của Quách Tĩnh và Hoàng Dung. Trên đường đi, hai người cứu được Mục Niệm Từ khỏi tay Bành trưởng lão, sau đó mới biết Mục Niệm Từ đã có một đứa con trai với Dương Khang sau cái đêm trên núi Thiết Chưởng. Quách Tĩnh đặt tên đứa bé là Dương Quá, tự là Cải Chi, ý muốn sau này đứa bé lớn lên sẽ sửa lại các sai lầm của cha. Đây là nhân vật chính trong bộ Thần điêu hiệp lữ, bộ thứ hai trong Xạ Điêu tam bộ khúc. Giữa đường được tin quân Mông Cổ do Đà Lôi chỉ huy tập kích Tương Dương, Quách Tĩnh và Hoàng Dung vội đến Tương Dương giúp An phủ sứ Lữ Văn Đức thủ thành. Rất may Thành Cát Tư Hãn bị bệnh nặng, Đà Lôi phải rút quân về. Quách Hoàng hai người cùng Đà Lôi về Tây Vực vĩnh biệt đại hãn. Sau đó Quách Tĩnh và Hoàng Dung trở về Đào Hoa đảo, Hoàng Dược Sư và Kha Trấn Ác chủ trì lễ thành hôn cho hai người.

## Nhân vật

### Nhân vật chính
- Quách Tĩnh
- Hoàng Dung
- Dương Khang - anh em kết nghĩa với Quách Tĩnh, con của Dương Thiết Tâm và Bao Tích Nhược. Mẹ hắn tái giá với vương gia nhà Kim nên hắn xuất hiện lần đầu trong truyện với vị thế một tiểu vương gia. Được nuông chiều trong nhung lụa nên tính cách của hắn càng trở nên đen tối và xấu xa. Hắn khát khao sức mạnh, phản bội bạn bè và chính sư phụ. Hắn là đồ đệ của Khâu Xứ Cơ và là đồ đệ bí mật của Mai Siêu Phong. Dương Khang cuối cùng có một kết cục bi thảm khi cố giết Hoàng Dung để che giấu chuyện hắn giết hại 5 vị sư phụ của Quách Tĩnh. Dương Khang đánh phải miếng giáp ở áo của Hoàng Dung đã bị dính thuốc độc rắn của Âu Dương Phong. Âu Dương Phong từ chối cứu bởi vì Dương Khang đã giết con của hắn là Âu Dương Khắc.
- Mục Niệm Từ - hiền từ và tốt bụng, nàng là người mà Dương Khang yêu. Là con nuôi của Dương Thiết Tâm, cha của Dương Khang. Dương Thiết Tâm đã dạy một ít võ công cho nàng sau đó nàng được Hồng Thất Công chỉ dạy về võ công trong 3 ngày. Lúc đầu giữa nàng và Hoàng Dung có chút bất đồng vì Hoàng Dung tưởng nàng thích Quách Tĩnh.

### Nhân vật phụ
- Quách Khiếu Thiên - Cha của Quách Tĩnh, người chết dưới tay của Hoàn Nhan Hồng Liệt - một hoàng thân của triều Kim
- Lý Bình - Mẹ của Quách Tĩnh và vợ của Quách Khiếu Thiên. Sau khi Quách Khiếu Thiên mất, nàng quyết định chạy trốn và được quân Mông Cổ cứu.
- Dương Thiết Tâm - Cha của Dương Khang và là anh em kết nghĩa của Quách Khiếu Thiên.
- Bao Tích Nhược - Mẹ của Dương Khang. Nàng tưởng rằng Dương Thiết Tâm đã chết và đồng ý lấy Hoàn Nhan Hồng Liệt để nuôi dưỡng Dương Khang.
- Hoàn Nhan Hồng Liệt - là một vương gia của nhà Kim và là cha dượng của Dương Khang. Được mẹ của Dương Khang cứu 1 lần và do say mê vẻ đẹp của mẹ Dương Khang, hắn đã nhẫn tâm sai quân tới giết chết cả nhà Quách và Dương để hắn trở thành người hùng cứu Bao Tích Nhược. Được coi là người kế tiếp trở thành vua nước Kim, hắn cho người truy tìm Võ Mục Di Thư của Nhạc Phi để thống nhất thiên hạ.
- Châu Bá Thông (Chu Bá Thông), là sư đệ của Vương Trùng Dương phái Toàn Chân Giáo, tính tình giống trẻ con nên có biệt hiệu "Lão Ngoan Đồng". Sau khi Vương Thần Thông qua đời, Chu bá Thông mang bí kíp "Cửu âm chân kinh" mang đi giấu nhưng bị vợ chồng Hoàng Dược Sư lừa lấy mất và bị nhốt trên đảo Đào Hoa. Do vợ trẻ của Hoàng Dược Sư mất sớm nên ông đau buồn và quay ra oán ghét Lão ngoan đồng vì hay trù ẻo vợ ông nên đã đánh gãy chân Chu. Chu sống trên đảo suốt 15 năm và nghĩ ra nhiều bộ môn võ công quái dị nhưng cũng tập luyện được bản lĩnh vô cùng cao thâm. Khi Quách Tĩnh lên đảo, Chu vô tình có được Cửu Âm Chân Kinh nên đã nên võ công đã vượt qua cả Đông tà, Tây Độc, Nam Đế, Bắc Cái.
- Âu Dương Khắc - là cháu và là đệ tử của "Tây Độc" Âu Dương Phong. Hắn không biết cha ruột của mình chính là Âu Dương Phong và mình là kết quả của mối tình giữa ông ta với người chị dâu. Âu Dương Khắc được biết đến vì đã bắt cóc và hãm hiếp nhiều cô gái trẻ. Hắn say mê Hoàng Dung nên đã đến Đào Hoa Đảo để xin cưới nhưng thất bại. Sau này bị Dương Khang giết vì định giở trò với Mục Niệm Từ.
- Cừu Thiên Nhận - là bang chủ Thiết Chưởng Bang, người được coi chỉ đứng sau Thiên hạ ngũ tuyệt trong cuộc Hoa Sơn luận kiếm lần đầu tiên. Hắn là người rất giỏi khinh công, có thể đi trên nước. Chính vì vậy giới gian hồ còn gọi là Thủy thượng phiêu
- Cừu Thiên Trượng - là anh sinh đôi của Cừu Thiên Nhận. Bởi vì rất giống Cừu Thiên Nhận nên hắn hay đi giả danh lừa gạt thiên hạ, hắn chỉ biết một chút võ công bình thường (dễ dàng bị Quách Tĩnh phát hiện khi đấu chiêu). Cuối cùng hắn bị chết khi xâm nhập vào cấm động của Thiết Chưởng Bang sau đó bám vào chân chim điêu của Hoàng Dung và bị hất xuống vực núi.
- Trần Huyền Phong - đồ đệ của Hoàng Dược Sư. Hắn yêu sư muội của mình là Mai Siêu Phong và cùng bỏ trốn sau khi ăn cắp quyển hạ của Cửu âm chân kinh. Chính vì không biết các lý thuyết luyện nội công của quyển thượng nên hắn và Mai Siêu Phong phải tự dùng các phương pháp của mình, điều đó khiến cho chúng trở nên độc ác, đen tối. Trong trận đánh với Giang Nam thất quái, Trần Huyền Phong đã bị Quách Tĩnh đâm chết. Trước khi chết, hắn đã bảo Mai Siêu Phong lột da ở bụng của hắn, nơi lưu giữ quyển hạ của bí kíp võ công Cửu âm chân kinh.
- Mai Siêu Phong - đồ đệ phản bội của Hoàng Dược Sư trốn đi cùng với Trần Huyền Phong. Trong phần đầu của truyện đã bị Kha Trấn Ác làm cho mù. Giới giang hồ còn gọi Mai Siêu Phong là Thiết Thi, cùng với chồng được gọi là Hắc Phong Song Sát. Sau này trở thành sư phụ của Dương Khang. Mai Siêu Phong có mối thù rất lớn với Quách Tĩnh và Giang Nam thất quái, thị quyết trả thù Quách Tĩnh và Giang Nam thất quái vì đã giết chồng mình. Luôn mong muốn được sư phụ mình là Hoàng Dược Sư tha thứ cho hành động năm xưa của mình. Cuối cùng Mai Siêu Phong đã đỡ một chưởng từ Âu Dương Phong để bảo vệ sư phụ Hoàng Dược Sư.

### Võ Lâm Ngũ Bá
Võ Lâm Ngũ Bá là năm người có võ công giỏi nhất trong thời Quách Tĩnh
- Vương Trùng Dương - hay còn được gọi là Trung Thần Thông. Ông là người có võ nghệ giỏi nhất trong năm người và đã chiến thắng trong cuộc Hoa Sơn luận kiếm lần đầu và đoạt được cuốn Cửu Âm chân kinh. Ông chia Cửu âm chân kinh thành hai quyển, quyển đầu tiên là về tu dưỡng nội công, quyển hai là về các kỹ thuật từ nội năng. Ông định tiêu hủy hai quyển đấy nhưng cảm thấy tiếc nên đã bảo Chu Bá Thông giấu đi để gìn giữ cho đời sau. Trước khi thành lập Toàn Chân giáo, ông chiến đấu chống lại quân Nhà Kim, nhưng không thành, bỏ lên núi sáng lập phái Toàn Chân. Trước khi mất, ng biết Âu Dương Phong luôn có dã tâm chiếm lấy Cửu âm chân kinh đã giả chết để dụ Âu Dương Phong mắc bẫy, dùng Nhất Dương Chỉ phế bỏ Hà Mô Công của Âu Dương Phong khi hắn tìm đến cướp chân kinh. 
  - Mặc dù mất sớm, nhưng sư đệ của ông là Chu Bá Thông với sự say mê võ học vẫn luyện được bản lĩnh phi thường bằng các môn võ tự sáng chế (Không Minh Quyền, Song thủ hỗ bác) và tinh thông gần hết bộ Cửu Âm Chân Kinh trước khi chôn giấu nó.
  - Trước khi tạ thế, Vương Trùng Dương đã kịp truyền thụ tuyệt học của đời mình là Thiên Cang Bắc Đẩu Trận, hợp thành công lực của 7 đồ đệ thành 1. Sức mạnh của trận pháp này được Toàn Chân thất tử thi triển rất thành công, mạnh ngang bằng với tứ tuyệt và trở thành võ công trấn phái của Toàn Chân, khiến giang hồ nể sợ phần nào.
- Hoàng Dược Sư - hay còn được gọi là Đông Tà, Hoàng Lão Tà. Ông được biết đến như là một người kì dị, không tuân theo các luật của giới giang hồ. Ông là đảo chủ đảo Đào Hoa. Vũ khí ông hay dùng là cây sáo cùng với chiêu thức Bích Hải Triều Sinh, ông có thể làm cho mọi người bị choáng. Vợ ông đã đánh lừa Chu Bá Thông để có thể đọc được quyển Cửu âm chân kinh. Vợ ông đã nhớ tất cả nội dung và viết lại toàn bộ quyển đầu tiên của Cửu âm chân kinh nhưng sau đó lại bị Mai Siêu Phong đánh cắp đi, vợ ông đành phải viết lại cuốn Cửu âm chân kinh khác trong khi mang thai Hoàng Dung. Bà đã chết khi sinh ra nàng. Cảm thấy tội lỗi với vợ ông quyết học y thuật làm sống lại vợ mình và cấm tuyệt không cho ai được học Cửu âm chân kinh.
- Âu Dương Phong - hay còn được gọi là Tây Độc. Hắn bị ám ảnh bởi Cửu âm chân kinh, lúc nào cũng đi tìm cho bằng được. Âu Dương Khắc, cháu hắn, thực ra chính là con của hắn với chị dâu. Cuối truyện, hắn bị tẩu hỏa nhập ma do bị Quách Tĩnh và Hoàng Dung đọc sai đi nội dung của cuốn Cửu âm chân kinh nhưng lại trở thành người có võ công cao nhất thiên hạ tại Hoa Sơn luận kiếm lần thứ 2. Cuối cùng hắn cố giết cái bóng của chính mình và luôn bị hoảng loạn, điên khùng, mất trí.
- Đoàn Trí Hưng - hay còn được gọi là Nam Đế. Ông là hoàng đế của Đại Lý, một nước độc lập ở phía Nam nước Tống trước khi trở thành hòa thượng. Nhất Dương chỉ (tuyệt học võ công của vương triều họ Đoàn nước Đại Lý) của ông đều có ứng dụng trong y thuật cũng nhưng trong võ thuật. Ông có bốn đồ đệ là Ngư, Tiều, Canh, Độc (vốn là 4 đại thần trong triều) và ẩn cư trên núi cùng với một hòa thượng Ấn Độ am hiểu trị thuốc độc. Vì cảm thây tội lỗi với đứa con của Chu Bá Thông ông đã thoái vị và xuất gia làm hòa thượng với pháp danh là 'Nhất Đăng'.
- Hồng Thất Công - hay còn được gọi là Bắc Cái. Ông là Bang chủ đời thứ 18 của Cái Bang và là một người thích rượu và món ăn ngon. Công phu nổi tiếng của ông là Hàng long thập bát chưởng và Đả cẩu bổng pháp. Ông đã chặt ngón tay trỏ phải vì trong một lần ham ăn đã làm chết đệ tử Cái Bang. Chính vì thế giới giang hồ còn gọi ông là Cửu chỉ thần cái. Hoàng Dung đã lợi dùng tính ham ăn để dụ ông dạy Hàng long thập bát chưởng cho Quách Tĩnh.

## Chuyển thể
Hầu hết các tác phẩm của Kim Dung đã được chuyển thể thành phim và các thể loại khác.

### Phim truyền hình
| Năm  | Hãng sản xuất                        | Quách Tĩnh     | Hoàng Dung     | Nước       | Thông tin thêm |
| ---- | ------------------------------------ | -------------- | -------------- | ---------- | --- |
| 1976 | CTV                                  | Bạch Bưu       | Mễ Tuyết       | Hồng Kông  | Bạch Bưu tiếp tục đóng vai Quách Tĩnh trong phim Thần điêu đại hiệp 1995 của TVB |
| 1983 | TVB                                  | Huỳnh Nhật Hoa | Ông Mỹ Linh    | Hồng Kông  | Miêu Kiều Vỹ vai Dương Khang, Dương Phan Phan vai Mục Niệm Từ. |
| 1988 | CTV / ATV                            | Hoàng Văn Hào  | Trần Ngọc Liên | Đài Loan   | Trần Ngọc Liên trước đó đóng vai Tiểu Long Nữ trong Thần điêu đại hiệp của TVB. |
| 1994 | TVB                                  | Trương Trí Lâm | Chu Ân         | Hồng Kông  | La Gia Lương vai Dương Khang, Quan Bảo Tuệ vai Mục Niệm Từ. |
| 2003 | CCTV                                 | Lý Á Bằng      | Châu Tấn       | Trung Quốc | Đạo diễn Trương Kỉ Trung. Chu Kiệt vai Dương Khang, Thủy Linh (Tưởng Cần Cần) vai Mục Niệm Từ. |
| 2008 | Hãng ảnh thị Thượng Hải - Trung Quốc | Hồ Ca          | Lâm Y Thần     | Trung Quốc | Hồ Ca bị tai nạn ô tô vào tháng 8 năm 2006, trong khi Y Thần hoàn thành bộ phim Thơ ngây 2, gây ra một số trở ngại cho đoàn làm phim. Hoàng Thu Sinh vào vai Hoàng Dược Sư và Lương Gia Nhân (Thần điêu đại hiệp bản 1984) vào vai Hồng Thất Công. Bộ phim được trình chiếu từ 26 tháng 7 năm 2008. |
| 2017 | Công ty điện ảnh Hoa Sách và Hoàn Mỹ | Dương Húc Văn  | Lý Nhất Đồng   | Trung Quốc | Dương Khang (Trần Tinh Húc), Mục Niệm Từ (Mạnh Tử Nghĩa), Âu Dương Khắc (Lưu Trí Dương), Hoàng Dược Sư (Miêu Kiều Vỹ), Lý Bình (Tằng Lê), Dương Thiết Tâm (Lý Tông Hàn). |